# برايان بيل (لاعب كرة قدم أمريكية)
برايان بيل (بالإنجليزية: Brian Bell)‏ هو لاعب كرة قدم أمريكية أمريكي، ولد في 4 أبريل 1984 في كيترينج في الولايات المتحدة.

## وصلات خارجية
- برايان بيل على موقع كلية كرة القدم في سبورتس رفرنس.كوم (الإنجليزية)